# Bojidar Iskrènov
Bojidar Iskrènov   (Sofia, 1 d'agost de 1962), nom complet Bozidar Georgiev Iskrenov, és un exfutbolista búlgar de les dècades de 1980 i 1990.
Fou 50 cops internacional amb la selecció búlgara amb la qual participà en la Copa del Món de Futbol de 1986.
Pel que fa a clubs, defensà els colors de Levski Sofia i Real Zaragoza.